# Dendrita

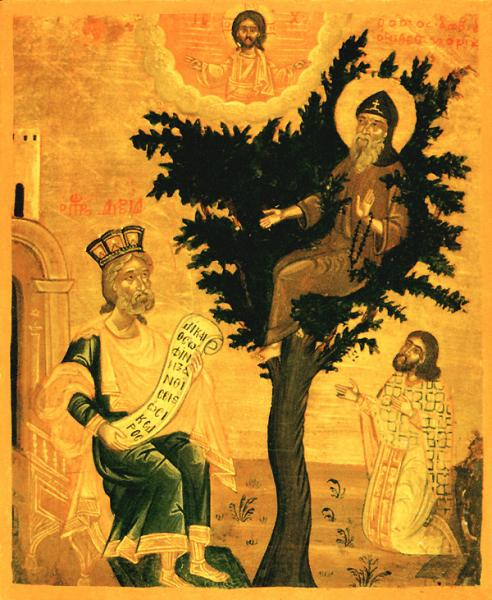
Icona del santo Davide di Salonicco

I dendriti (dal greco Dendron, albero) erano dei monaci eremiti che avevano la particolarità di trascorrere la propria vita di preghiera e penitenza su un albero, rimanendoci per molti anni e spesso sino alla morte.
Questa pratica nacque nel V secolo d.C.